# Bobby Lea
Robert „Bobby“ Lea (* 17. Oktober 1983 in Easton) ist ein ehemaliger US-amerikanischer Bahn- und Straßenradrennfahrer.

## Sportliche Laufbahn
Robert Lea wurde 2003 erstmals US-amerikanischer Meister im 1000-Meter-Zeitfahren. Beim Weltcup in Kopenhagen wurde er gemeinsam mit Colby Pearce Zweiter im Zweier-Mannschaftsfahren. In dieser Disziplin startete er mit Michael Friedman bei den Olympischen Sommerspielen in Peking. Das Duo belegte den 16. und letzten Platz.
Im November 2014 belegte Lea beim ersten Lauf des Bahnrad-Weltcups 2014/15 in Guadalajara Rang drei im Omnium und war damit der erste US-Amerikaner, der in dieser Disziplin eine Medaille errang.
2015 wurde Lea bei einer Dopingkontrolle positiv getestet und für zunächst 16 Monate gesperrt. Später wurde die Sperre auf sechs Monate reduziert.
2016 wurde Bobby Lea für den Start im Omnium bei den Olympischen Spielen in Rio de Janeiro nominiert, wo er aber den Wettbewerb nicht beendete. Nachdem er im abschließenden Punktefahren zweimal überrundet worden war, gab er das Rennen auf. Anschließend beendete er seine Radsportlaufbahn in der Elite. Bis 2016 errang Lea mindestens 23 US-amerikanische Titel im Bahnradsport. Geplant sind allerdings Starts bei Extremfernfahrten, wie etwa dem Cape Epic.

## Erfolge
2003
- US-amerikanischer Meister – 1000-m-Zeitfahren

2004
- US-amerikanischer Meister – Einerverfolgung, Mannschaftsverfolgung (mit James Carney, Guillaume Nelessen und Colby Pearce)

2005
- US-amerikanischer Meister – Punktefahren, Mannschaftsverfolgung (mit Michael Friedman, Ryan Miller und Guillaume Nelessen)

2007
- US-amerikanischer Meister – Madison (mit Colby Pearce)

2010
- US-amerikanischer Meister – Omnium

2011
- US-amerikanischer Meister – Einerverfolgung, Omnium

2012
- Panamerikameister – Scratch
- Panamerikameisterschaft – Omnium
- US-amerikanischer Meister – Einerverfolgung, Punktefahren, Zweier-Mannschaftsfahren (mit Jackie Simes)

2013
- US-amerikanischer Meister – Einerverfolgung, Omnium, Zweier-Mannschaftsfahren (mit Jackie Simes)

2014
- US-amerikanischer Meister – Scratch, Omnium, Einerverfolgung, Zweier-Mannschaftsfahren (mit Jackie Simes)
- Panamerikameister – Einerverfolgung
- Panamerikameisterschaft – Punktefahren, Zweier-Mannschaftsfahren (mit Jacob Duehring)

2015
- Weltmeisterschaft – Scratch
- Panamerikameister – Zweier-Mannschaftsfahren (mit Jacob Duehring)
- US-amerikanischer Meister – Einerverfolgung, Omnium, Zweier-Mannschaftsfahren (mit Jacob Duehring)

2016
- US-amerikanischer Meister – Einerverfolgung, Punktefahren, Zweier-Mannschaftsfahren (mit Zak Kovalcik)

## Teams
- 2006: Toyota-United
- 2007: Toyota-United
- 2008: Rite Aid-Shebell & Shebell
- 2009: OUCH-Maxxis
- 2010: Bahati Foundation
- 2012: Team Cykelcity.se
- 2013: Team SmartStop-Mountain Khakis